# August Tischbein
August Albrecht Christian Tischbein (* 29. Juli 1768 in Hamburg; † 10. September 1848 in Rostock) war ein deutscher Maler und Lithograph aus der Künstlerfamilie Tischbein.

## Leben

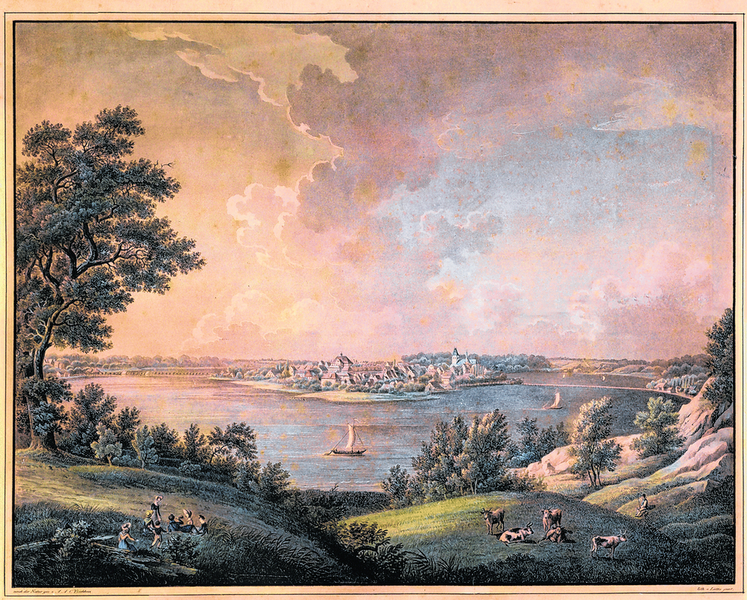
Tischbein: Romantische Ansicht von Ratzeburg (1824)

August Tischbein war der Sohn des Lübecker Tischbein genannten Johann Jacob Tischbein und seiner Frau, der Hamburger Landschaftsmalerin Gertrud Tischbein, geborene Lilly. Seine älteren Schwestern waren die Malerinnen Sophia Tischbein, verheiratete Roentgen und Magdalena Margaretha Tischbein.
Er wurde von 1786 bis 1788 Schüler seines Onkels Johann Heinrich Tischbein, des Casseler Tischbein. Von 1792 bis 1803 war er in Lübeck tätig. Um 1803 hielt er sich in der mecklenburgischen Kleinstadt Sternberg auf, wo sein Sohn Albrecht geboren wurde, der als Maschinenbauingenieur eine Werft in Rostock gründete, aus der später die Neptunwerft hervorging. Ab 1805 wurde Rostock Mittelpunkt des Schaffens von August Albrecht Christian Tischbein. 1814 überarbeitete er den Tarnowschen Stadtplan von Rostock. Ab 1829 war er als akademischer Zeichenlehrer tätig. Seine Themen waren vielseitig. Wichtig sind heute seine Architekturzeichnungen und Stadtbilder von Lübeck und Rostock als Zeitdokumente.
Sein Sohn Paul Tischbein (1820–1874) arbeitete ebenfalls als Maler in Rostock.

## Veröffentlichungen
- Grundriss der Stadt Rostock mit den nächsten Umgebungen aufgenommen, Rostock 1814
- Denkmale altdeutscher Baukunst in Lübeck, Mappenwerk gemeinsam mit dem Arch. Johann Heinrich Schlösser (1802–1887), Lübeck 1830 bis 1832